# Wajdi Bouazzi
Wajdi Bouazzi (ar. وجدي بوعزي; ur. 16 sierpnia 1985 w Al-Kasrajn) – tunezyjski piłkarz występujący na pozycji pomocnika.

## Kariera klubowa
Bouazzi profesjonalną karierę piłkarską rozpoczął w klubie z rodzinnego miasta − AS Kasserine. Po kilku latach przeniósł się do znacznie bardziej znanej drużyny tunezyjskiej Espérance Tunis. Latem 2013 roku podpisał umowę ze szwajcarskim klubem Lausanne Sports. W 2014 roku grał w CS Sfaxien. W 2015 przeszedł do Stade Tunisien.

## Kariera reprezentacyjna
W reprezentacji Tunezji zadebiutował 9 czerwca 2012 roku w meczu eliminacji mistrzostw świata przeciwko Republice Zielonego Przylądka. Na boisku pojawił się w 73 minucie meczu.
| Mecze i gole w reprezentacji | Mecze i gole w reprezentacji | Mecze i gole w reprezentacji | Mecze i gole w reprezentacji  | Mecze i gole w reprezentacji | Mecze i gole w reprezentacji | Mecze i gole w reprezentacji |
| #                            | Data                         | Stadion                      | Rywal                         | Wynik                        | Gol                          | Rozgrywki                    |
| 2012                         | 2012                         | 2012                         | 2012                          | 2012                         | 2012                         | 2012                         |
| ---------------------------- | ---------------------------- | ---------------------------- | ----------------------------- | ---------------------------- | ---------------------------- | ---------------------------- |
| 1.                           | 09.06.2012                   | Praia, RPZ                   | Republika Zielonego Przylądka | 2:1                          | 0                            | El. MŚ 2014                  |

## Sukcesy
- Mistrzostwo Tunezji: 2009, 2010, 2011, 2012 (Esperance)
- Puchar Tunezji: 2008, 2011 (Esperance)